# Palau del Parlament
El Palau del Parlament (en romanès: Palatul Parlamentului) és la seu del Parlament romanès. Situat a Bucarest, Romania, és —amb una superfície coberta de 350.000 metres— el segon edifici més gran del món, només darrere del Pentàgon.

## Nom
El seu nom original era la Casa del Poble (en romanès Casa Poporului), però després de la caiguda del comunisme (22 de desembre de 1989) va ser reanomenat Palatul Parlamentui. Tot i això, encara molts romanesos s'hi refereixen com Casa Poporului.

## Descripció

### Dimensions
El Palatul Parlamentului té unes dimensions realment impressionants: 270 per 240 metres, 86 metres d'alçada i 92 metres sota terra. Té unes 1.100 habitacions i té 12 plantes per damunt del nivell de la terra, quatre plantes subterrànies que en l'actualitat es troben disponibles i quatre plantes soterrades més que encara es troben en obres. A aquests soterranis hi ha un búnquer nuclear i una estació de metro (no obert al públic) des d'on surten vies de tren que es dirigeixen cap a l'aeroport de Baneasa i cap a les principals vies fèrries del país. També hi ha diversos passadissos subterranis que connecten l'edifici amb els principals edificis de Bucarest on en l'època comunista es concentrava el poder.

### Material
Per construir l'edifici es va utilitzar un milió metres cúbics de marbre de Transsilvània, la majoria procedent de Ruşchiţa; 3.500 tones mètriques de vidre, que van servir per construir 480 llums ornamentals; 1.409 llums de sostre i milers de miralls; 700.000 tones d'acer i bronze (per a construir les portes, les finestres monumentals i les llums ornamentals, així com per fer alguns elements arquitectònics); 900.000 metres cúbics de fusta (en un 95% procedent d'arbres romanesos) utilitzats majoritàriament per entarimar i fer mobles (que majoritàriament són fustes de noguera, roure, cirerer, om i arce sicòmor); 200.000 metres quadrats de llana per fer catifes de diverses dimensions (es van haver de transportar màquines dins de l'edifici per a teixir algunes de les catifes més grans); vellut i brocat per fer cortines adornades amb brodats i tapissos de plata i or. Un tant per cent de l'estructura combina elements i ornamentacions d'estil arquitectònic variat, i en fa la impossible la classificació per part dels crítics arquitectònics.
L'edifici està construït en la seva totalitat per elements de procedència romanesa. Així es diu que, durant els darrers anys de construcció d'aquest edifici i del barri Centru Civic, es va crear una demanda tan massiva de marbre romanès que les làpides funeràries del país es van haver de fer d'altres materials. Per la seva grandària immensa, la ciutat es va haver de partir en dos, fet que comportà un malson de pla urbanístic de la ciutat, ja que es volia que l'edifici fos el centre de tot Bucarest i que totes les principals vies de la ciutat confluïssin al voltant de l'edifici, cosa que va fer necessària per aquest motiu una reurbanització quasi total de la capital romanesa.
Per fer possible la construcció del Palatul Parlamentului i del barri Centru Civic, es va haver d'enderrocar prop d'una cinquena part dels districtes històrics de Bucarest. Els barris i les esglésies que van ser demolides per a fer un nou pla urbanístic encara són recordats avui dia.

## Construcció
El Palatul Parlamentului es va construir damunt d'un pujol conegut com a Spirii, pujol de Uranus, o pujol de l'arsenal, que en bona part va ser destruït per poder ubicar el monstruós projecte. Es va triar aquest enclavament perquè aquest pujol era el lloc de menys activitat sísmica de tot Bucarest. El Palatul Parlamentului està situat a l'extrem oest del Bulevard Unirii (que va des de l'est a l'oest de la capital romanesa) i al costat mateix del barri Centru Civic.
La construcció va començar l'any 1984. L'edifici havia de rebre originalment el nom de Casa de la República (Casa Republicii) —ja que estava destinat a ser la seu de tots els ministeris, el Parlament, el Senat, i també de totes les institucions de l'Estat Romanès, a més de ser la residència oficial de Nicolae Ceauşescu. Però això no fou possible mai, ja que el dictador romanès fou derrocat i executat abans que l'edifici estigués completament acabat, tot i que al desembre de 1989 les obres de construcció ja estaven finalitzades en un 80%.
Des de l'any 1994, l'edifici és la seu del Parlament Romanès, que prèviament havia estat al Palau de la Patriàrquia; l'any 2004 el Senat Romanès es va traslladar també al Palatul Parlamentului; aquest anteriorment es trobava al cèntric edifici de Piața Revolutie (Plaça de la Revolució), que era l'antic edifici del Comitè Central del Partidul Comunist Român.
El palau té centenars de passadissos i sales de conferència, i per a diferents esdeveniments que poden anar des de reunions de treball i congressos fins a festes de graduació universitària i banquets commemoratius. Entre els anys 2003-2004 es va construir un annex de cristall va ser construït per a facilitar l'accés al Museu Nacional de l'Art Contemporani de Romania (MNACR), que va obrir-se a l'interior de l'ala oest del palau l'any 2004, així com al museu i el Parc de Totalitarisme i del realisme socialista, també obert l'any 2004. Altres projectes com per exemple la construcció d'una bandera enorme (que suposava uns elevats costos) va ser rebutjat després de la protesta pública de l'any 2004. A l'interior del Palatul Parlamentului hi ha una Cafeteria que recentment s'ha restaurat, així com una piscina, una sauna i unes instal·lacions esportives d'ús exclusiu dels parlamentaris. A l'edifici també es troben les oficines de l'Institut de Cooperació per al Sud-est europeu, un organisme centrat a coordinar la cooperació regional entre els governs d'aquesta part del continent europeu en molts temes, però sobretot en matèria de delinqüència internacional.
Les parts de l'edifici que encara resten per acabar són l'ala oest i l'ala est, així com alguns sectors del segon pis (les obres es troben a punt de ser finalitzades) i del 4 al 8è nivell dels soterranis, on encara resten per fer moltes obres. Actualment, s'estan construint aparcaments subterranis dins de l'estructura d'un estadi de futbol, que va estar a l'aire lliure i en funcionament fins que es va decidir que fos cobert per formar part del complex del Palau. Aquest estadi primer va servir com a magatzem i actualment es vol convertir en un grandiós aparcament. Els túnels que comuniquen l'Avinguda de 13 de setembre amb els soterranis de l'edifici encara han de ser construïts.
El Palatul Parlamentului es pot visitar parcialment, ja que es fan viatges cada hora. Atès que l'accés està restringit, aquelles persones interessades a visitar les instal·lacions han d'esperar-se fins que es constitueixi un grup d'acord amb el seu idioma. Hi ha viatges per a turistes alemanys, francesos, anglesos i excepcionalment espanyols, així com pels ciutadans romanesos, que tenen l'entrada al Palau de franc.

## Galeria d'imatges

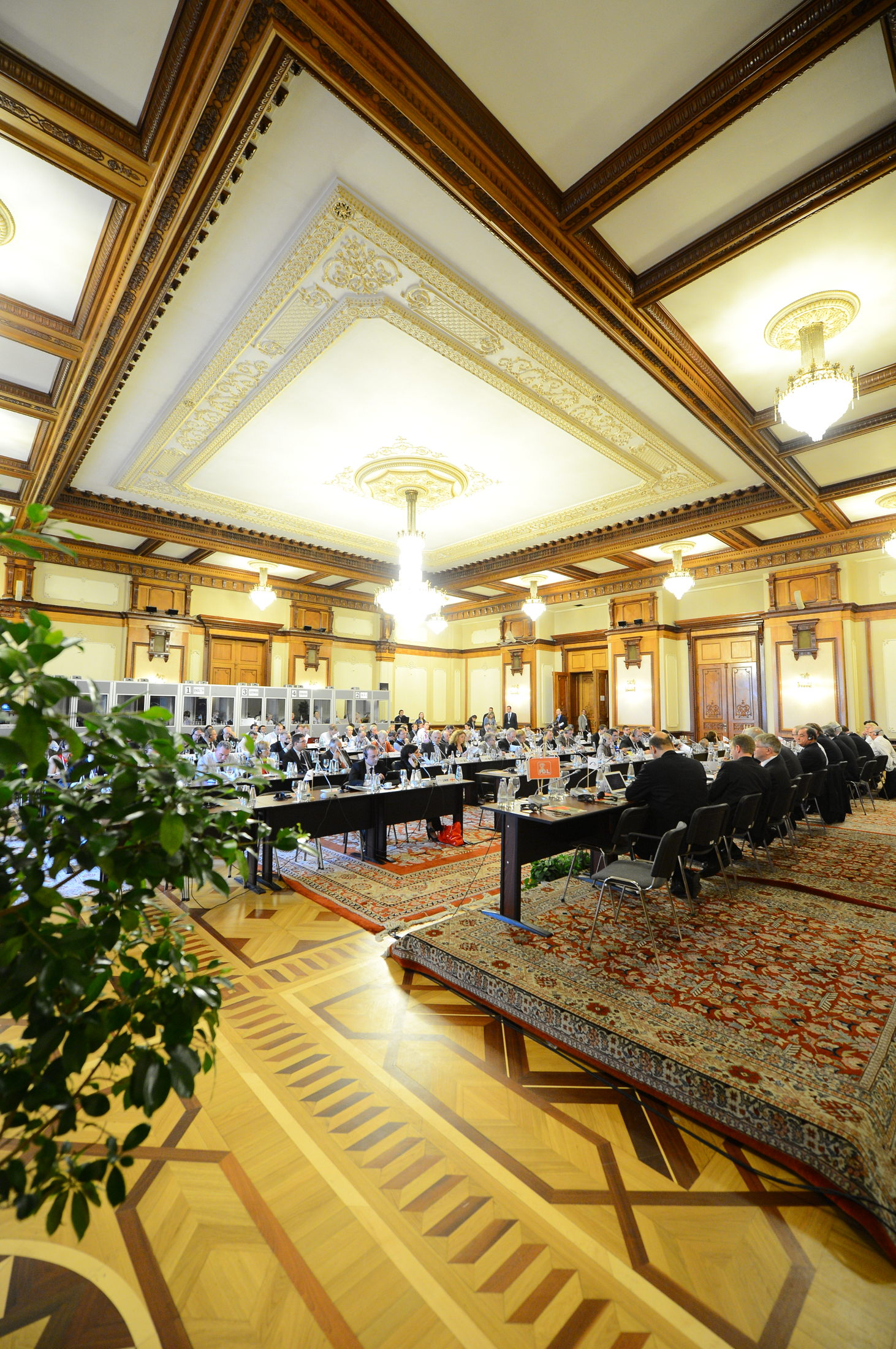
Dins del Palau del Parlament
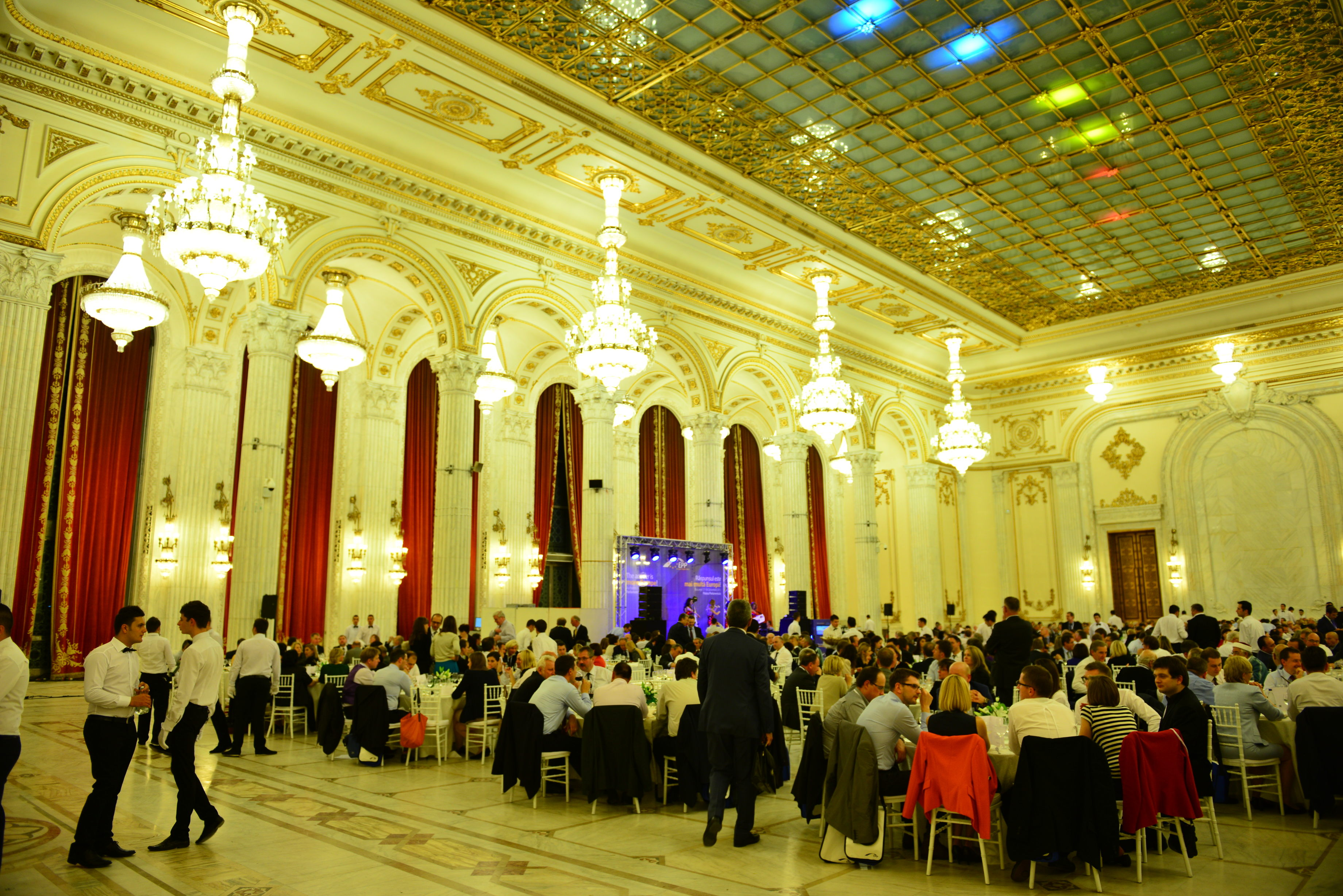
Centre Internacional de Conferències